# Can Nyol
Can Nyol és un edifici del municipi de Vilassar de Mar (Maresme) que forma part de l'Inventari del Patrimoni Arquitectònic de Catalunya.

## Descripció
És una casa del centre de Vilassar, tipològicament semblant a la casa de cos. És una casa mitjanera, amb parets longitudinals de càrrega, d'estructura de bigam paral·lel a la façana i amb una porta ampla d'arc escarser. De planta baixa, primer i segon pis, la façana és ornamentada amb esgrafiats de formes ondulants, rajoles vidriades de colors que marquen l'horitzontalitat de cada planta, i rajoles situades sota els ampits de les finestres, amb dibuixos de formes geomètriques de molts colors. Les llindes i contorns de les obertures són remarcats amb una rajola blava, al primer i segon pis, i amb relleus que representen falsos carreus a la porta i la finestra de la planta baixa. Tots aquests detalls són d'inspiració modernista.

## Història
Amb l'aparició de la pràctica d'estiueig, entre el segle xix i XX, es comencen a bastir les primeres torres modernistes i, més tard, noucentistes. L'esclat modernista s'estendrà a la majoria dels carrers de la vila, tant a les façanes com en qualsevol detall (portes, agafadors de portes, esgrafiats, els vidres dels cancells gravats a l'àcid, etc.) Can Nyol és un dels exemples de casa de cos dels nadius de Vilassar, que participa del Modernisme mitjançant petites ampliacions (segon pis) i la incorporació d'elements ornamentals, sobretot a la façana. L'autor d'aquesta obra és Eduard Ferrés i Puig, aleshores arquitecte municipal de Vilassar.